# 克拉克菲爾德
克拉克菲爾德（英語：Clarkfield）是一个美國城市，位於明尼蘇達州耶洛梅德辛縣。根據2010年的人口普查，當地人口為863人。

## 地理
根据美国人口普查局，该城市的总面积為1.09平方英里（2.82平方）。